# 離散盤
离散盘天体 （英語：scattered disc objects，SDO），是海外天体（trans-Neptunian objects，TNO）中动力学寿命较短的一类天体。它们因为受到海王星的引力散射而分布在范围更广阔的太阳系外缘空间。離散盤最內側的部分與经典柯伊伯带天体重疊，但它的外緣向外伸展並比一般的柯伊伯带天體更加遠離黄道面。

## 形成

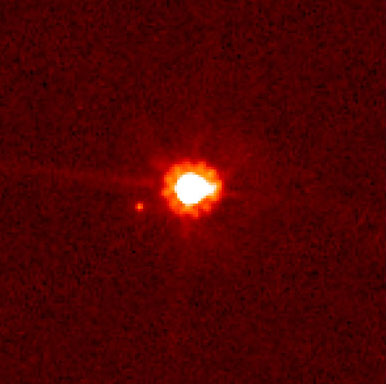
鬩神星，已知最大的离散盘天体，和它的衛星鬩衛一（迪絲諾美亞，中央偏左的小光點）

我們對離散盤的所知非常有限，雖然天文學的主流觀點認為它是太陽系形成的早期過程中，因為海王星向外遷徙造成的引力擾動才被從柯伊伯带散射入高傾斜和高離心率的軌道內。相比之下，柯伊伯带像是一個相對「圓」和「平坦」的甜甜圈，以平和的圓軌道（经典柯伊伯带天体）和略為橢圓的共振軌道（類冥天體），將天體約束在30至44 AU的圓環內；离散盘天体的軌道環境就比較怪異了。离散盘天体，就以矮行星鬩神星為例，在垂直黃道方向上的距離幾乎和平行方向上與太陽的距離一樣遠；軌道模擬也顯示离散盘天体的軌道是怪異且不穩定的，並且最終會從太陽的核心區域拋至歐特雲甚至更遙遠的地方。 
有些跡象顯示半人馬群只是單純的從古柏帶被向內拋射，而不是向外拋射的天體，可以稱為「內海王星天體」（cis-Neptunian object）。事實上，有些天體，像是1999 TD10已經模糊了這些觀點，因此小行星中心已經將离散盘天体和半人馬群一併列表。依據這已經混淆不清的範疇，有些科學家已經改用「離散古柏帶天體」（scattered Kuiper belt object，SKBO）來涵蓋或統稱半人馬群和離散盤內的天體。
雖然海外天體賽德娜在官方的小行星中心被認定是一顆离散盘天体，但發現者米高·布朗因為它的近日點距離遠達76 AU，不太會受到行星的引力擾動影響，因此認為他應該是歐特雲內側的天體，而不該是顆离散盘天体。

## 外部連結
- 半人馬族與离散盘天体一覽表(英) （页面存档备份，存于）